# 天主教阿爾蓋羅-博薩教區
天主教阿爾蓋羅-博薩教區（拉丁語：Dioecesis Algarensis-Bosanensis）是天主教會在義大利的一個教區。屬薩薩里總教區。
博薩教區最早見於額我略一世教宗的書信中。阿爾蓋羅教區成立於1503年12月8日。1972年3月18日起，兩個教區由同一主教牧養。1986年9月30日完成合併並易名至今。
教區位於撒丁島西北部，範圍包括奧里斯塔諾省、努奧羅省、薩薩里省一部，2012年有教友106,900人，佔轄區總人口99.3%。教區下轄六十一個堂區，有八十四名司鐸。現任教區主教為毛羅·馬利亞·莫爾芬諾。